# YoungBloodZ
Gli YoungBloodZ sono un gruppo rap statunitense originario di Atlanta formato da J-Bo (nato Jeffrey Ray Grigsby nel 1977) e Sean P. (nato come Sean Paul Joseph nel 1972). Sono uno dei gruppi rap più diffusi nel sud degli Stati Uniti, sia per il successo ottenuto, sia per la loro musica da club che hanno continuato a migliorare e a trasformare durante gli anni e che è andata a svilupparsi anche da altre parti soprattutto in Georgia.

## Storia del gruppo
Gruppo di Atlanta (precisamente di Decatur), costituito dal rapper Sean Paul (omonimo del famoso cantante dancehall) e dal rapper e DJ J-Bo. Si conoscono presso la Miller Grove Middle School di Atlanta, diventando amici. Entrambi sono membri del collettivo d'Attic. All'inizio del 1993, J-Bo comincia a fare Dirty South variante del genere rap, oltre che mixare e comporre basi musicali. Quando, quattro anni dopo, il suo vecchio amico del liceo inizia a esordire nella scena rap, Sean Paul insieme a J-Bo iniziano a collaborare e nel 1998 formano il gruppo duo YoungBloodZ. In cerca di un'etichetta che li faccia esordire ad Atlanta, vengono notati e scoperti dal manager e rapper P.A., che li mette sotto contratto per l'etichetta LaFace Records per la realizzazione de loro primo album Against Da Grain che esce nel 1999. Il disco contiene brani di rilievo come Shakem' Off, U-Way e 85 South, brano realizzato insieme ai Jim Crow e con il membro degli OutKast, Big Boi. Nel periodo successivo, tra il 2000 e 2001, hanno collaborato con diversi rapper molti anche dell'Old school rap come Chuck D dei Public Enemy, ma la maggior parte con quelli di Atlanta, tra cui gli Ying Yang Twins, Bear, Mr.Black, Jermaine Dupri e altri. Nel 2000 hanno partecipato al brano Move Bitch di Lil Jon & The Eastside Boyz, nel 2001 hanno collaborato con T.I. e Bone Crusher nel brano I'm Serious Remix di Lil Jon e l'anno dopo hanno cantato insieme a Blaque nel brano Know What's Up. Terminato il contratto con LaFace Records, nel 2003 gli YoungBloodZ pubblicano Drankin' Patnaz, secondo album del duo, che riceve un disco di platino. I singoli estratti sono stati Lean Low e Damn!, prodotta dal beatmaker di Atlanta Lil Jon, che ottiene il maggior successo. Da quel momento gli YoungBloodZ iniziano a rappresentare la loro musica e il loro stile in modi diversi, che piano piano diventeranno più fluidi e semplici e grazie alla collaborazione con vari rapper sono passati dal classico rap hardcore e da club al vero rap dirty south, crunk.
Nel 2004, Sean P. partecipa insieme a Lil Jon all'album delle TLC nel brano Come Get Some, nello stesso anno cantano insieme agli Ying Yang Twins nel remix di My & My Brother nel loro album My Brother & Me. Nel 2005 pubblicano il loro terzo disco intitolato Ev'rybody Know Me firmando per l'etichetta Jive Records: al disco partecipano rapper e produttori famosi come Mannie Fresh, e Scott Storch, che gli produce Chop Chop. Il brano più in rilievo di questo album è Presidential, prodotto dal re del crunk Lil Jon. Nel 2006 Sean P rappa insieme a Lil Jon nel suo primo singolo da solista ovvero "Snap Yo Fingers" con E-40, estratto dal disco "Crunk Rock" che non è stato più pubblicato. Verso la fine di quell'anno collaborano tutti e due ancora una volta con Lil Jon nel singolo di successo di Nivea Okay brano realizzato da J-Bo e dallo stesso Jon.
Nel 2007, Sean P. ha partecipato nell'ultimo mixtape di Yukmouth, "The City of Dope, Vol. 1" al brano "Hustlin'" con C-Bo, Tha Realest.

## Discografia

### Album studio
- 1999 – Against Da Grain
- 2003 – Drankin' Patnaz
- 2005 – Ev'rybody Know Me

### Compilation
- 2006 – Still Grippin' tha Grain: The Best Of

### Singoli
- 1999 – U-Way (How We Do It)
- 2000 – 85 (feat. Jim Crow e Big Boi)
- 2002 – Cadillac Pimpin
- 2003 – Damn! (feat. Lil Jon)
- 2003 – Lean Low (feat. Backbone)
- 2005 – Datz Me (feat. Young Buck)
- 2005 – Presidential
- 2006 – Chop Chop
- 2008 – Ridin' Thru Atlanta (featuring T.I.)

## Collaborazioni
- 2000 – Move Bitch (Lil Jon & the East Side Boyz feat. Chyna Whyte, Don Yute, Gangsta Boo, Three 6 Mafia e YoungBloodZ)
- 2002 – Know What's Up (Blaque feat. YoungBloodZ)
- 2004 – I Smoke, I Drank (Remix) (Body Head Bangerz feat. YoungBloodZ)
- 2006 – Okay (Nivea feat. Lil Jon e YoungBloodZ)
- 2003 – Jook Gal (Head Gawn Remix) (Elephant Man feat. YoungBloodZ, Twista e Kiprich)
- 2004 – Me and My Brother (Remix) (Ying Yang Twins feat. YoungBloodZ)
- 2005 – I'm Sprung (T-Pain feat. Trick Daddy e YoungBloodZ)
- 2005 – We Swervin (Lil Skeeter feat. YoungBloodZ e Homebwoi)
- 2005 – Feelin' on Yo' Booty (Dirty South Mix) (R. Kelly feat. YoungBloodZ)

### Sean P
Come artista ospite
- 2006 – Do It to It (Cherish feat. Sean P)
- 2006 – Snap Yo Fingers (Lil Jon feat. E-40 e Sean P)
- 2006 – Oh Yeah (Work) (Lil Scrappy feat. Sean P e E-40)
- 2006 – You Should Be My Girl (Sammie feat. Sean Paul of the YoungBloodZ)
- 2008 – Cut It Out (Nelly feat. Sean P e Pimp C)